# Hebi Health Care
Hebi Health Care var ett svenskt företag inom läkemedelsbranschen med verksamhet i Sverige och i Egypten. Företaget hade som främsta affärsidé att bygga upp ett läkemedelssortiment avsett för kunder i Mellanöstern. Detta skedde bland annat genom dotterbolaget Hebi Simco, beläget i Madinat Sittah Uktobar. Företaget har varit noterat på börsen Nordic Growth Market. I början av juli 2009 handelsstoppades dock aktien för att i september samma år formellt avnoteras.
Hebi Health Care var bland annat ägare till Svenska Rayon-aktiebolaget. VD var skandalomsusade Refaat El-Sayed.
Bolaget begärdes i konkurs under 2010. Hebi Health Care försattes slutligen i konkurs av Stockholms tingsrätt i slutet av 2011. I början av 2012 hölls en sista årsstämma, där aktieägarna – inklusive dåvarande VD:n för bolaget – nekade styrelsen ansvarsfrihet.